# TV 2 (Noorwegen)
TV 2 is een commerciële omroep in Noorwegen. Het bedrijf werd opgericht in 1990, nadat het Noorse parlement had ingestemd met een nieuwe landelijk opererende commerciële zender. TV 2 is gevestigd in Bergen.
De zender heeft zich sinds zijn oprichting ontwikkeld tot een geduchte concurrent van de NRK. In 2000 zond het Euro 2000 nog samen uit met de concurrent, in 2004 had TV 2 de alleenrechten voor Euro 2004. 